# HD28238
HD28238 — хімічно пекулярна зоря спектрального класу A0, що має видиму зоряну величину в смузі V приблизно  9,1.
Вона  розташована на відстані близько 842,8 світлових років від Сонця.

## Пекулярний хімічний вміст
Зоряна атмосфера HD28238 має підвищений вміст 
Cr
.